# Megactenodes
Megactenodes es un género de escarabajos de la familia Buprestidae.

## Especies
- Megactenodes aenea (Thomson, 1878)
- Megactenodes capitosa Thery, 1934
- Megactenodes chrysifrons (Quedenfeldt, 1886)
- Megactenodes cupriventris Kerremans, 1912
- Megactenodes ebenina (Quedenfeldt, 1886)
- Megactenodes levior (Quedenfeldt, 1886)
- Megactenodes raffrayi Thery, 1930
- Megactenodes reticulata (Klug, 1855)
- Megactenodes tenuecostata (Quedenfeldt, 1886)
- Megactenodes unicolor (Gory & Laporte, 1837)
- Megactenodes westermanni (Gory & Laporte, 1838)